# Верберг
Верберг (нім. Weerberg) — громада округу Швац у землі Тіроль, Австрія.
Верберг лежить на висоті 882 м над рівнем моря і займає площу 55,4 км². Громада налічує 2337 мешканців.
Густота населення 42/км².
Громада Верберг розташована на гірському хребті на півдні від долини річки Інн. Це популярний житловий район, значна жителів якого доїжджає на роботу.
|                                  |
| Верберг на мапі округу та землі. |

 Адреса управління громади: Mitterberg 111, 6133 Weerberg.